# ソフィアモール
ソフィアモール（Sophia mall）は、京都府八幡市の京阪東ローズタウン内にある総合型ショッピングモールである。

## 概要
大阪府東大阪市に本社を置く太閤木下建設が所有・運営しており、2000年10月20日にオープンした。
家電・日用品や趣味・スポーツ・レジャー用品を幅広く取り揃えており、また、食事を楽しめるレストランも併設している。

## 沿革
- 2000年（平成12年）10月20日 - グランドオープン
- 2009年（平成21年）2月 - 「うっふぷりん ソフィアモール店」がオープン[2]
- 2011年（平成23年）7月1日 - 「でん・バーグ 松井山手ソフィアモール店」がオープン[3]
- 2012年（平成24年）3月20日 - 「うっふぷりん ソフィアモール店」が閉店[2]
- 2014年（平成26年）
  - 1月31日 -「でん・バーグ 松井山手ソフィアモール店」が閉店[4]
  - 4月26日 -「ITO GOFUKU ソフィアモール店」がオープン[4]
  - 10月20日 -「牛角 松井山手ソフィアモール店」がオープン[5]
- 2015年（平成27年）
  - 6月21日 -「ABCマート ソフィアモール店」が閉店[6]
  - 9月5日 -「Noble」がオープン[7]
  - 11月6日 -「SAKE市場グランマルシェ ソフィアモール店」に野菜･果物･肉売場新設
- 2016年（平成28年）
  - 8月20日 - 「Right-on 京都ソフィアモール店」が閉店[8]
  - 11月3日 - 「キリン堂 ソフィアモール松井山手店」がオープン[9]
- 2019年（平成31年/令和元年）
  - 6月 - 「SAKE市場グランマルシェ ソフィアモール店」が閉店[10]
  - 8月25日 - 「ベビーフェイスプラネッツ 松井山手店」が閉店[11]
- 2020年（令和2年）1月23日 - 「業務スーパー ソフィアモール松井山手店」がオープン[12]

## 店舗

### 物販
- エディオン 松井山手店〔家電・AV機器〕
- 業務スーパー ソフィアモール松井山手店〔ディスカウントショップ〕
- 眼鏡市場 ソフィアモール店〔メガネ〕
- キリン堂 ソフィアモール松井山手店〔ドラッグストア〕
- DAISO ソフィアモール八幡欽明台店〔バラエティ雑貨〕
- ゴルフキッズ ソフィアモール八幡店〔中古ゴルフグッズ〕
- Noble〔エステサロン〕
- ITO GOFUKU ソフィアモール店〔ファッション〕

### 飲食店
- かつ屋 ソフィアモール店〔とんかつ〕
- 牛角 松井山手ソフィアモール店〔焼肉〕

### サービス
- ピープル〔理容室〕
- ROSE〔美容室〕

### 閉店した店舗
- 和光デンキ 八幡店〔家電〕
- ハルディー〔ガーデニング〕
- Mother's〔パスタ〕
- 福福ちぁん 松井山手店〔ラーメン〕
- 中華食堂 家家〔中国料理〕
- とりひめ 松井山手店〔地鶏料理〕
- フィットネスジャングル〔スポーツジム〕
- 南都銀行ATM
- うっふぷりん ソフィアモール店〔プリン専門店〕（2012年3月20日閉店。後に「ベビーフェイスプラネッツ 松井山手店」となる。）
- てん・バーグ　松井山手ソフィアモール店〔ハンバーグレストラン〕（2014年1月31日に閉店。後に「牛角 松井山手ソフィアモール店」となる。）
- ABCマート ソフィアモール店〔靴〕（2015年6月21日に閉店。後に「Noble」となる。）
- Right-on 京都ソフィアモール店〔ファッション〕（2016年8月20日に閉店。後に「キリン堂 ソフィアモール松井山手店」となる。）
- SAKE市場グランマルシェ ソフィアモール店〔リカーショップ〕（2019年6月末に閉店。後に「業務スーパー ソフィアモール松井山手店」となる。）
- ベビーフェイスプラネッツ 松井山手店〔パスタ〕（2019年8月25日に閉店）